# Repetitor
Repetitor (серб. кир. Репетитор, "ретранслятор") — сербський рок-гурт із Белґрада. Колектив утворили 2005 року вокаліст Боріс Властеліца та барабанщиця Мілена Мілутінович, до яких невдовзі приєдналася гітаристка і вокалістка Ана-Марія Цупін. Гурт швидко привернув увагу, а їхній дебютний альбом Sve što vidim je prvi put отримав позитивні відгуки як публіки, так і критиків. Repetitor є одним із найяскравіших представників т.зв. Нової сербської сцени.

## Склад
- Боріс Властеліца (Boris Vlastelica) — вокал, гітара
- Ана-Марія Цупін (Ana-Marija Cupin) — бас-гітара, вокал
- Мілена Мілутінович (Milena Milutinović) — барабани.

## Дискографія
- Sve što vidim je prvi put (2008)
- Dobrodošli na okean (2012)
- Gde ćeš (2016)
- Prazan prostor među nama koji može i da ne postoji (2020)